# IsItYouIsItMe
IsItYouIsItMe er det ellevte studiealbum fra den danske sanger og sangskriver Thomas Helmig, der blev udgivet den 22. oktober 2001. Det soul-inspirerede album fik hovedsageligt dårlige anmeldelser, men debuterede som nummer ét på hitlisten, og endte med at sælge 39.000 eksemplarer. Ved Danish Music Awards 2002 vandt Helmig i kategorierne Årets danske sanger og Årets danske sangskriver, ligesom han yderligere var nomineret i kategorierne Årets danske album, Årets danske producer, og Årets danske popudgivelse.
Thomas Helmig ville med IsItYouIsItMe lave et album der "skulle hænge sammen fra start til slut". Mens Helmig på Dream (1999) havde lavet en "flowerpoweragtig singer-songwriter plade" inspireret af Bob Dylan, ville han denne gang lave et album inspireret af soulmusikken.

## Spor
| #   | Titel                      | Sangskriver(e)                    | Producer(e) | Længde |
| --- | -------------------------- | --------------------------------- | ----------- | ------ |
| 1.  | "Blind Man's Bluff"        | Thomas Helmig, Danny Schogger     | Schogger    | 3:50   |
| 2.  | "I'd Rather Go Blind"      | Ulf Lindström, Johan Ekhé, Helmig | Ghost       | 3:55   |
| 3.  | "She's Leaving"            | Helmig                            | Martyn Ware | 3:37   |
| 4.  | "It's Serious Interlude"   | Helmig                            | Ware        | 0:24   |
| 5.  | "Silky Silky"              | Helmig                            | Ware        | 4:03   |
| 6.  | "Jam Interlude"            | Helmig                            | Ware        | 0:44   |
| 7.  | "Shadowman"                | Helmig                            | Ware        | 4:33   |
| 8.  | "Shadowman Interlude"      | Helmig                            | Ware        | 0:53   |
| 9.  | "Free Me"                  | Helmig, Schogger                  | Schogger    | 3:43   |
| 10. | "IsItYouIsItMe"            | Helmig                            | Ware        | 4:19   |
| 11. | "Spin the Globe Interlude" | Helmig                            | Ware        | 1:16   |
| 12. | "That'll Do"               | Helmig                            | Ware        | 3:53   |
| 13. | "Make Way for the Ladies"  | Helmig, Schogger                  | Schogger    | 3:35   |
| 14. | "The Hardest Part"         | Helmig                            | Helmig      | 4:09   |

## Hitlister og certificeringer
| Hitliste (2001) | Højeste placering |
| --------------- | ----------------- |
| Danmark         | 1                 |

| Hitliste (2001) | Placering |
| --------------- | --------- |
| Danmark         | 45        |

| Land (Organisation) | Certificering |
| ------------------- | ------------- |
| Danmark (IFPI)      | Guld          |